# Исик, Артём Сергеевич
Артём Сергеевич Исик (род. 28 апреля 2002, Неман, Калининградская область) — российский футболист, полузащитник калининградской «Балтики-БФУ».

## Биография
Воспитанник калининградского футбола. Начинал играть в Немане. В пятом классе отправился в СШОР № 5 Калининграда (тренера — Олега Шапов). С 2017 года — в СШОР «Зенит». Потом перешёл в Академию ФК «Зенит». В 2020 году переехал в «Ростов», где выступал за молодёжную команду. Первую игру за основную команду провёл 27 октября 2021 года в матче группового этапа Кубка страны с московским «Торпедо». 11 декабря дебютировал в Премьер-лиге в матче с «Уралом», выйдя вместо Данила Глебова в концовке встречи.
В июле 2022 года перешёл в ставропольское «Динамо». В сентябре был арендован «КАМАЗом», у которого травмировались Кириллов и Свежов. В январе 2023 года вернулся в «Динамо».
В январе 2024 года перешёл в «Балтику-БФУ»

## Клубная статистика
| Команда              | Лига                 | Сезон                | Игры | Голы |
| -------------------- | -------------------- | -------------------- | ---- | ---- |
| СШОР Зенит           | ЮФЛ                  | 2019/20              | 13   | 1    |
| Зенит                | ЮФЛ                  | 2019/20              | 2    | 0    |
| Всего в ЮФЛ          | Всего в ЮФЛ          | Всего в ЮФЛ          | 15   | 1    |
| Ростов               | М-Лига               | 2020/21              | 23   | 0    |
| Ростов               | М-Лига               | 2021/22              | 23   | 2    |
| Всего в М-Лиге       | Всего в М-Лиге       | Всего в М-Лиге       | 46   | 2    |
| Итого в ЮФЛ и М-Лиге | Итого в ЮФЛ и М-Лиге | Итого в ЮФЛ и М-Лиге | 61   | 3    |

| Выступление         | Выступление      | Выступление      | Лига | Лига | Кубки | Кубки | Итого | Итого |
| Клуб                | Лига             | Сезон            | Игры | Голы | Игры  | Голы  | Игры  | Голы  |
| ------------------- | ---------------- | ---------------- | ---- | ---- | ----- | ----- | ----- | ----- |
| Ростов              | Премьер-лига     | 2021/22          | 1    | 0    | 1     | 0     | 2     | 0     |
| Ростов              | Итого            | Итого            | 1    | 0    | 1     | 0     | 2     | 0     |
| Динамо (Ставрополь) | Вторая лига      | 2022/23          | 14   | 0    | 2     | 1     | 16    | 1     |
| Динамо (Ставрополь) | Вторая лига Б    | 2023             | 19   | 1    | 2     | 0     | 21    | 1     |
| Динамо (Ставрополь) | Итого            | Итого            | 33   | 1    | 4     | 1     | 37    | 2     |
| → КАМАЗ             | Первая лига      | 2022/23          | 10   | 0    | 1     | 0     | 11    | 0     |
| → КАМАЗ             | Итого            | Итого            | 10   | 0    | 1     | 0     | 11    | 0     |
| Всего за карьеру    | Всего за карьеру | Всего за карьеру | 44   | 1    | 6     | 1     | 50    | 2     |